# Sant Jaume de Tuixent
Sant Jaume de Tuixent és una ermita romànica situada a uns 3 quilòmetres del poble de Tuixent, a l'Alt Urgell, seguint la carretera C-563 en direcció a Josa de Cadí i Gósol.
És un edifici d'una nau amb absis semicircular situat a llevant. La porta està situada a la façana de ponent. L'edifici s'il·lumina per una finestra situada a la façana de migdia.
Està protegida com a bé cultural d'interès local.